# Occitane CF-Team Legend Wheels
L'Occitane CF-Team Legend Wheels (dénommée Occitane CF jusqu'en 2022) est une équipe cycliste française créée en 2011. Elle regroupe plusieurs clubs affiliés à la Fédération française de cyclisme (FFC) de la région Occitanie, et évolue depuis 2020 en Division nationale 1 de la Coupe de France des clubs cyclistes.

## Histoire de l'équipe
L'Occitane Cyclisme Formation est née en 2011 de l'association de trois clubs : l'Albi VS, le CA Castelsarrasin 82 et le Saint-Juery Olympique. Gérard Delgado en devient le premier président, et l'équipe effectue sa première saison en 2012 en Division nationale 3. Dès l'année suivante elle monte en Division nationale 2, et c'est en 2015 qu'elle atteint le plus haut niveau du peloton amateur français en intégrant la Division nationale 1. En 2019, elle est reléguée en Division nationale 2. Puis en 2020 elle réintègre l'élite ; la Division nationale 1.
À partir de la saison 2023, l'équipe devient Occitane CF-Team Legend Wheels.

## Clubs affiliés
- CA Castelsarrasin 82
- Saint-Juery Olympique
- UV Mazamet
- Montauban Cyclisme 82
- UV Auch

## Sponsors
- Legend Wheels
- GAN BCGS
- DAGG
- Castelli
- Gir's
- Eldera
- Ekoï
- Renault Castelsarrasin

## Occitane CF-Team Legend Wheels en 2024

### Effectif
| Cycliste            | Date de naissance | Nationalité | Équipe 2023                 |  |
| ------------------- | ----------------- | ----------- | --------------------------- |  |
| Hugo Badorc         | 30 mars 2004      | France      | Albi VS                     |  |
| Aurélien Costeplane | 15 avril 1997     | France      | VC Villefranche Beaujolais  |  |
| Cyril Couture       | 23 août 2000      | France      | Occitane CF                 |  |
| Luca De Vincenzi    | 21 février 2000   | France      | Occitane CF                 |  |
| Alexis Deus         | 11 juillet 2002   | France      | Occitane CF                 |  |
| Mathieu Dupe        | 20 juin 2004      | France      | Urt Vélo 64                 |  |
| Noam Fontenelle     | 18 janvier 2002   | France      | CA Castelsarrasin           |  |
| Mathieu Lavignac    | 15 novembre 2022  | France      | Occitane CF                 |  |
| Bastien Léturgie    | 15 septembre 2001 | France      | Occitane CF                 |  |
| Aaron Nougue Dessus | 15 mai 2005       | France      | CIC U Nantes Atlantique U19 |  |
| Léo Pendery         | 17 août 1999      | France      | Occitane CF                 |  |
| Paul Picard         | 4 janvier 2005    | France      | CC Marmande                 |  |
| Hugo Roméo          | 28 mars 2001      | France      | Occitane CF                 |  |
| Damien Roux         | 16 octobre 2005   | France      | UV Auch GG junior           |  |
| Loïs Saubère        | 1er mai 2004      | France      | Occitane CF                 |  |
| Antoine Tremoulet   | 26 février 2004   | France      | Occitane CF                 |  |

Effectif de l'équipe 2024.

## Occitane CF-Team Legend Wheels en 2023

### Effectif
| Cycliste          | Date de naissance | Nationalité | Équipe 2022 |  |
| ----------------- | ----------------- | ----------- | ----------- |  |
| Corentin Bertrand | 20 avril 1999     | France      |             |  |
| Dorian Carreau    | 18 septembre 2000 | France      |             |  |
| Cyril Couture     | 23 août 2000      | France      | Occitane CF |  |
| Luca De Vincenzi  | 21 février 2000   | France      |             |  |
| Théo Delmas       | 23 octobre 2001   | France      | Occitane CF |  |
| Alexis Deus       | 11 juillet 2002   | France      |             |  |
| Artus Jaladeau    | 8 février 2000    | France      |             |  |
| Mathieu Lavignac  | 15 novembre 2022  | France      |             |  |
| Baptiste Lavigne  | 29 mars 1995      | France      | Occitane CF |  |
| Bastien Léturgie  | 15 septembre 2001 | France      |             |  |
| Léo Pendery       | 17 août 1999      | France      |             |  |
| Arthur Perissé    | 1er novembre 2004 | France      |             |  |
| Hugo Roméo        | 28 mars 2001      | France      |             |  |
| Loïs Saubère      | 1er mai 2004      | France      |             |  |
| Antoine Tremoulet | 26 février 2004   | France      |             |  |

## Occitane CF en 2022

### Effectif
| Cycliste             | Date de naissance | Nationalité | Équipe 2021          |  |
| -------------------- | ----------------- | ----------- | -------------------- |  |
| Romain Campistrous   | 16 juillet 1992   | France      | Occitane CF          |  |
| Castellarnau Florent | 26 juin 1992      | France      |                      |  |
| Aurélien Costeplane  | 8 novembre 1996   | France      | CA Castelsarrasin 82 |  |
| Cyril Couture        | 23 août 2000      | France      | Occitane CF          |  |
| Baptiste Lavigne     | 29 mars 1995      | France      | Occitane CF          |  |
| Théo Delmas          | 23 octobre 2001   | France      | Occitane CF          |  |
| Drapier Lukas        | 25 avril 2001     | France      |                      |  |
| Dorian Foulon        | 2 mai 1998        | France      |                      |  |
| Guillaume Gautier    | 1er mars 2001     | France      | Occitane CF          |  |
| Jules Jalabert       | 7 septembre 2011  | France      |                      |  |
| Artus Jaladeau       | 8 février 2000    | France      |                      |  |
| Mathieu Lavignac     | 15 novembre 2022  | France      |                      |  |
| Gaetan Lemoine       | 18 mars 1995      | France      |                      |  |
| Bastien Léturgie     | 15 septembre 2001 | France      |                      |  |
| Théo Nardi           | 16 janvier 2002   | France      |                      |  |
| Hugo Roméo           | 28 mars 2001      | France      |                      |  |
| Clément Rozès        | 13 octobre 2001   | France      |                      |  |

Victoires 2022
| Date       | Course                                    | Pays   | Classe        | Vainqueur            |
| ---------- | ----------------------------------------- | ------ | ------------- | -------------------- |
| 12/02/2022 | Ronde du Pays Basque                      | France | Elite         | Romain Campistrous   |
| 20/02/2022 | GP Puyloubier Sainte Victoire             | France | Elite         | Romain Campistrous   |
| 27/03/2022 | Annemasse-Bellegarde et Retour            | France | Elite         | Romain Campistrous   |
| 23/04/2022 | Guadeloupe                                | France | Elite         | Gaetan Lemoine       |
| 11/06/2022 | Modèle:Defi                               | France | Elite         | Florent Castellarnau |
| 12/06/2022 | Boucles du Tarn et du Sidobre             | France | Elite         | Romain Campistrous   |
| 10/08/2022 | Trophée des Chateaux des Milandes         | France | Elite         | Florent Castellarnau |
| 28/08/2022 | Tour des Landes                           | France | Elite         | Florent Castellarnau |
| 28/08/2022 | 3e étape du Tour des Landes               | France | Elite         | Romain Campistrous   |
| 28/08/2022 | Championnat Régional de CLM               | France | Elite         | Romain Campistrous   |
| 21/08/2022 | La Jalabert                               | France | Cyclosportive | Romain Campistrous   |
| 18/09/2022 | La Lapébie                                | France | Cyclosportive | Jules Jalabert       |
| 16/10/2022 | La Castraise                              | France | Cyclosportive | Artus Jaladeau       |
| 23/07/2022 | Championnat France Masters 30-34ans CLM   | France | Masters       | Romain Campistrous   |
| 24/07/2022 | Championnat France Masters 30-34ans Route | France | Masters       | Romain Campistrous   |

## Occitane CF en 2020

### Effectif
| Cycliste            | Date de naissance | Nationalité | Équipe 2019                          |  |
| ------------------- | ----------------- | ----------- | ------------------------------------ |  |
| Clément Bazin       | 8 septembre 1993  | France      | Occitane CF                          |  |
| Kévin Besson        | 3 septembre 1992  | France      | Occitane CF                          |  |
| Arnaud Cascaro      | 8 novembre 1996   | France      | CA Castelsarrasin 82                 |  |
| Aurélien Costeplane | 8 novembre 1996   | France      | CA Castelsarrasin 82                 |  |
| Ugo Ginestet        | 16 novembre 1994  | France      | Occitane CF                          |  |
| Baptiste Lavigne    | 29 mars 1995      | France      | Occitane CF                          |  |
| Romain Malbreil     | 5 janvier 1995    | France      | Occitane CF                          |  |
| Corentin Navarro    | 26 mars 1985      | France      | CC Marmande                          |  |
| Loïc Szewe          | 3 octobre 1997    | France      | VS Saint-Affricain Junior            |  |
| Patrick Szewe       | 25 octobre 1982   | France      | Occitane CF                          |  |
| Adrien Thomas       | 22 décembre 1992  | France      | UV Aube-Club Champagne Charlott'     |  |
| Arthur Troy         | 1er juillet 1992  | France      | Occitane CF                          |  |
| Nathan Vandepitte   | 4 février 1996    | France      | Albi Vélo sport                      |  |
| Erwan Soulié        | 20 avril 1997     | France      | Intégrale Bicycle Club Isle Jourdain |  |
|                     | 26 février 1986   | France      | Occitane CF                          |  |

### Victoires
| Date       | Course                           | Pays   | Classe | Vainqueur           |
| ---------- | -------------------------------- | ------ | ------ | ------------------- |
| 30/07/2016 | 1re étape du Kreiz Breizh Elites | France | 2.2    | Guillaume Gaboriaud |

## Coureurs passés professionnels
- Lilian Calmejane
- Guillaume De Almeida
- Romain Campistrous
- Bruno Armirail
- Simon Carr
- Stéphane Poulhiès
- Jean Goubert
- Kévin Besson
- Artus Jaladeau